# Chefket
Chefket (bürgerlich Şevket Dirican, * 21. Dezember 1981 in Heidenheim an der Brenz) ist ein deutscher Rapper und Sänger.

## Leben

### Frühe Jahre und musikalische Anfänge
Şevket Dirican wuchs in Heidenheim an der Brenz auf und entdeckte früh seine Leidenschaft für Musik. Der Sohn türkischer Zuwanderer war schon in seiner Heimatstadt Heidenheim an der Brenz mit der Band Nil aktiv. Er zog 2004 nach Berlin, um seine musikalische Karriere voranzutreiben, trat dort auf zahlreichen Freestyle-Battles auf und veröffentlichte 2009 sein Debütalbum Einerseits Andererseits über das Indie-Label Edit Entertainment
Chefket wirkte bei der Kompilation Bundeswehr raus aus den Schulen! der Linksjugend mit dem Titel Made in Germany mit, der Teil der EP Identitäter ist.
Chefket trat unter anderem zusammen mit Marteria, Megaloh, Amewu, Samy Deluxe oder Culcha Candela auf und wurde von der Initiative Musik gefördert.

### Durchbruch und Erfolge
2010 war er Gewinner der 8. Nacht der Talente des Radiosenders Fritz im Admiralspalast. Anschließend tourte er als Vorgruppe von Künstlern wie Brother Ali und Tech N9ne durch Deutschland.
2011 begleitete er Marteria auf dessen Tour und holte ihn 2013 auf die EP Identitäter gemeinsam mit Samy Deluxe, Tua und MoTrip vertreten. Im selben Jahr veröffentlichte Chefket das Mixtape Guter Tag, dessen Vinylauflage innerhalb von 24 Stunden ausverkauft war.
2014 war er als Gast beim Stück Sicher des Rappers 3Plusss auf dessen Album Mehr zu hören.
2015 gelang ihm mit dem Album Nachtmensch der Durchbruch, das Platz 9 der deutschen Albumcharts erreichte. Es folgten weitere Alben wie Alles Liebe (Nach dem Ende des Kampfes) (2018) und 2112 (2020), das über sein eigenes Label Chefket Records erschien.
Im März 2015 erschien der Sampler 7 Todsünden, auf dem Chefket mit dem Track Himmel vertreten ist.
Sechs Jahre nach Einerseits Andererseits veröffentlichte Chefket sein zweites Studioalbum. Es erschien am 14. August 2015 und trägt den Titel Nachtmensch. Mit Rap & Soul erschien im Vorfeld die erste Single, in welcher sich Marteria im dazugehörigen Video mit einem kurzen Gastauftritt zeigt. Ein weiteres Video wurde zu Glücklichster Rapper gedreht. Produziert wurde das Album von Farhot, der für Träume ein Sample von Melody Gardot verwendet.

### Internationale Aktivitäten und soziales Engagement
Von 2014 bis 2018 reiste Chefket als Sprachbotschafter des Goethe-Instituts durch verschiedene Länder, darunter England, Polen und ganz Nordeuropa. Seine Texte wurden als Unterrichtsmaterial für Deutschlernende genutzt.
2012 sang er in Kiew den offiziellen Eröffnungssong zur Fußball-Europameisterschaft. Zudem wurde er für seine kulturellen Beiträge im Goldenen Buch der Stadt Lwiw (Lemberg) verewigt.
Chefket engagiert sich für die Hamburger Organisation Visions for Children und veröffentlichte im Februar 2021 den Song Petrichor zum Gedenken an den Terroranschlag in Hanau, dessen Einnahmen er der Initiative 19. Februar Hanau spendete.

### Aktuelle Projekte
Nach dem Tod seines Vaters zog sich Chefket in seine Geburtsstadt Heidenheim zurück und veröffentlichte 2022 die EP Hinter Schwäbischen Gardinen. Der darauf enthaltene Song Ne Var Ne Yok wurde in der Türkei zum Underground-Hit.
2023 folgte die UK-Garage-EP Little Boy, deren gleichnamige Single sein erster englischsprachiger Song ist und international Beachtung fand.
2024 arbeitete er mit Red Bull Istanbul im Rahmen des Formats 64 Bars zusammen und veröffentlichte zwei türkischsprachige Songs. Seitdem pendelt er zwischen Istanbul und Berlin und macht mit bi- und trilingualen Projekten auf sich aufmerksam.

## Diskografie (Auswahl)

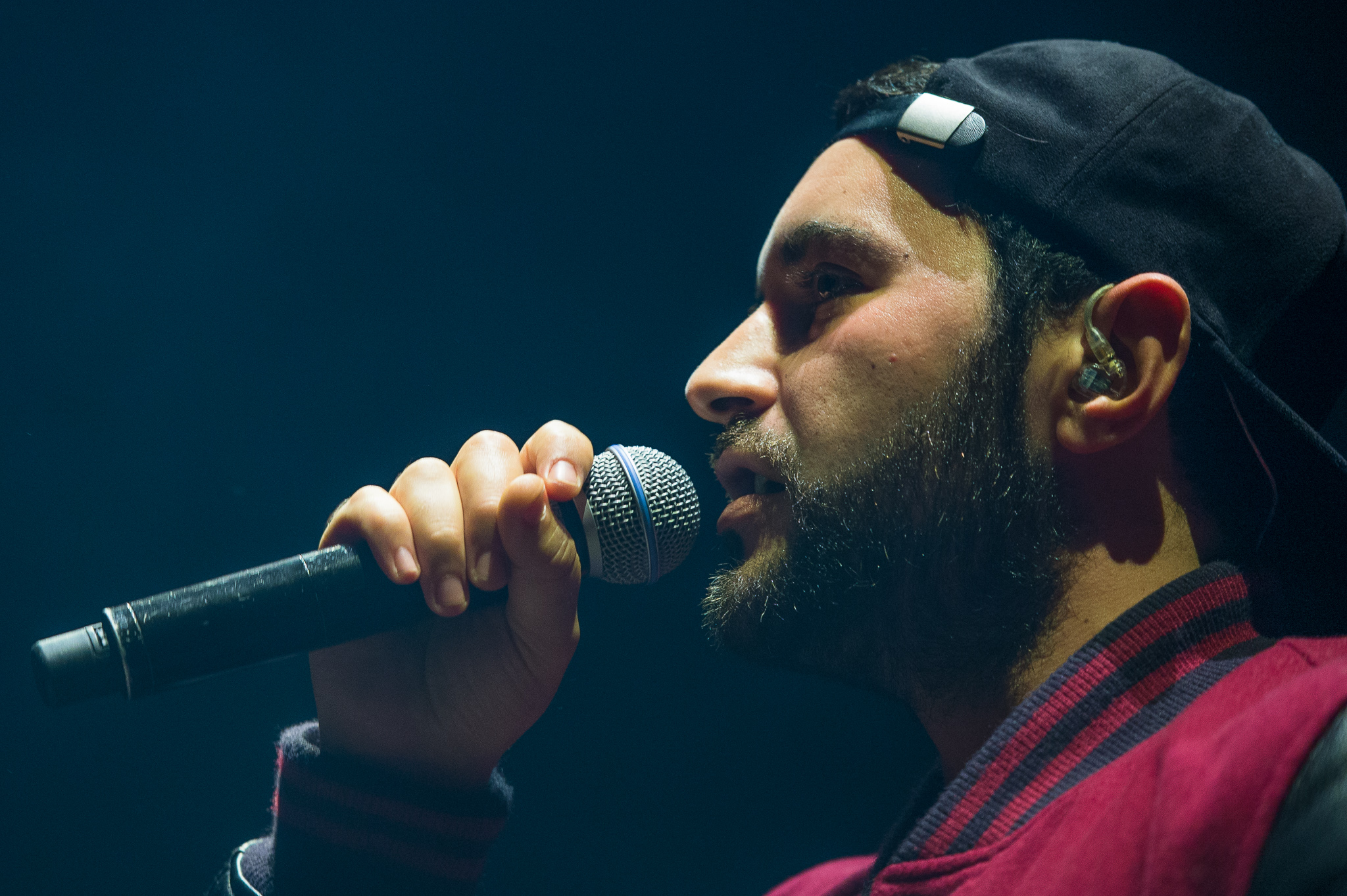
Chefket 2014

### Studioalben
- 2009: Einerseits Andererseits
- 2015: Nachtmensch
- 2018: Alles Liebe (Nach dem Ende des Kampfes)
- 2020: 2112
- 2025: DR. DIRICAN

### Mixtapes
- 2013: Guter Tag
- 2020: 2112

### EPs
- 2013: Identitäter
- 2016: Nachtmensch (Akustik EP)
- 2018: So Gut
- 2022: Hinter Schwäbischen Gardinen
- 2023: Little Boy

### Weitere Veröffentlichungen
- 2013: Live MCs (Megaloh, Chefket & Amewu)
- 2017: Sucuk & Ei (BENDMA Remix)
- 2018: Gel Keyfim Gel (feat. Marsimoto)
- 2018: Sowieso
- 2018: Alles Klar